# 种康
种康（1962年4月—），男，陕西省合阳人，中国植物生理学家，中国科学院植物研究所研究员。2017年当选为中国科学院院士。

## 生平
1984年毕业于兰州大学生物系获学士学位，1988和1993年先后获得兰州大学硕士、博士学位。